# جوی سنگوپتا
جوی سنگوپتا (انگلیسی: Joy Sengupta؛ زادهٔ ۱۴ دسامبر ۱۹۶۸) هنرپیشه اهل هند است.
وی بازیگر فیلم‌هایی همچون پسر خوب، پسر بد، علاءالدین، کلاس ۸۳، بوپال: دعا برای باران، مراقب باش و داستان نفرت بوده‌است.